# Pardosa portoricensis
Pardosa portoricensis este o specie de păianjeni din genul Pardosa, familia Lycosidae, descrisă de Banks, 1901. Conform Catalogue of Life specia Pardosa portoricensis nu are subspecii cunoscute.